# Skrzyneczki
Skrzyneczki – część wsi Lubaty w Polsce, położona w województwie kujawsko-pomorskim, w powiecie włocławskim, w gminie Baruchowo.
Do 1954 stanowiła część gromady (sołectwa) Skrzynki, kiedy to została od niej odłączona i włączona do gromady Lipianki w powiecie gostynińskim w woj. warszawskim. 31 grudnia 1959 włączone do gromady Kłotno w powiecie włocławskim w woj. bydgoskim.
W latach 1975–1998 miejscowość administracyjnie należała do województwa włocławskiego.